# Maria Jędrzejewska
Maria Jędrzejewska (ur. 4 października 1926 w Płocku, zm. 16 maja 2018) – polska prawnik, profesor doktor habilitowany nauk prawnych.

## Życiorys
Odbyła studia na Wydziale Prawa i Administracji Uniwersytetu Warszawskiego, natomiast w 1965 obroniła pracę doktorską Wpływ czynności procesowych na przerwanie biegu terminu przedawnienia i terminu prekluzyjnego, otrzymując doktorat, a w 1975 habilitowała się na podstawie oceny dorobku naukowego i pracy zatytułowanej Współuczestnictwo procesowe. Istota – zakres – rodzaje. 16 sierpnia 1999 otrzymała tytuł naukowy profesora w zakresie nauk prawnych.
Pracowała w Katedrze Postępowania Cywilnego na Wydziale Prawa Uniwersytetu Kardynała Stefana Wyszyńskiego w Warszawie, Katedrze Kościelnego Prawa Procesowego na Wydziale Prawa Kanonicznego Uniwersytetu Kardynała Stefana Wyszyńskiego oraz w Instytucie Prawa Cywilnego Wydziału Prawa i Administracji Uniwersytetu Warszawskiego.

## Odznaczenia
- Nagroda Ministra Nauki i Szkolnictwa Wyższego[2]
- Nagroda Rektora Uniwersytetu Warszawskiego (wielokrotnie)[2]
- Krzyż Kawalerski Orderu Odrodzenia Polski[2]
- Złoty Krzyż Zasługi[2]